# Torre Llimona
La torre Llimona és un edifici d'Alella protegit com a bé cultural d'interès local.

## Descripció
És una casa senyorial caracteritzada especialment per la barreja d'elements arquitectònics. L'edificació principal del conjunt està formada per una planta baixa, dos pisos i coberta de quatre vessants, així com una torre lateral situada en un angle, de base circular i coberta amb teulada cònica de ceràmica bicolor, que trenca l'esquema essencialment cúbic de la resta del conjunt.
Hi ha altres construccions laterals annexes, més baixes i cobertes amb terrats i terrasses. Els elements arquitectònics i constructius utilitzats donen un caire historicista: finestres lobulades suportades per columnetes, quadrifolis i elements neomedievals, així com alguns elements clàssics com les columnes que suporten la torre lateral i les balconades amb baranes de ferro.

## Història
La casa s'assenta sobre els fonaments d'una antiga masia, de la qual ja no en queda res.
La propietat de la terra corresponia al 1710 a Anton Roca, però anteriorment fou de la família Sors. Al segle xviii la posseïa Joan Llimona, del qual agafa el nom actual. Avui pertany als seus descendents, la família Sensat.

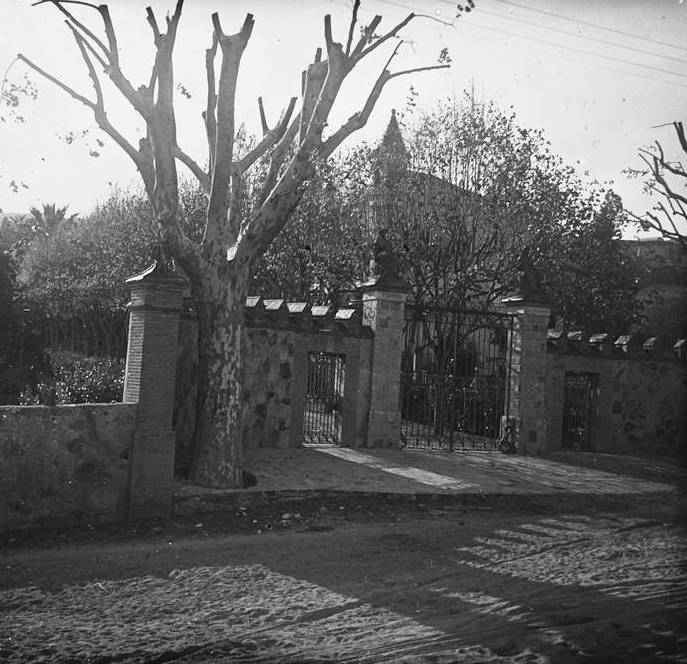
Edifici l'any 1923, obra de Josep Salvany i Blanch